# Rocade 2 de Rabat-Salé
La rocade 2 de Rabat-Salé, est une voie-express de 8 km reliant les villes de Rabat et Salé. Cette rocade de 2x3 voies est gratuite pour tous les types de véhicules. Elle a été inaugurée en juillet 2018.

## Caractéristiques techniques
- Un boulevard urbain éclairé, planté et assaini qui s’étend de l’Avenue Tadla à Rabat en passant en Trémie sous l’avenue Mohamed VI jusqu’à la route Nationale 6 (dite Route de Meknès) à Salé sur environ 8 km de longueur
- Largeur total de la route : 24 m
- Consistance : 2x3 voies

## Trafic prévisionnel
Le trafic attendu sur la rocade est de l’ordre de 30 000 véhicules par jour dans les deux sens ce qui présenterait environ 28 % du trafic total transitant entre les deux agglomérations Rabat et Salé.
Cette nouvelle rocade permettra non seulement de soulager les accès existants vers Salé mais facilitera l'accès vers l'aéroport de Rabat depuis les quartiers Sud-Est 
Aviation,Mabella,Souissi sans devoir passer par l'Avenue F. Roosevelt، (Ministère affaires étrangères).
Le trajet avenue M6 vers l'aéroport ne prendra que quelques minutes à l'avenir.

## Ouvrages d’art
- Une trémie pour passage inférieur au niveau du croisement avec l'avenue Mohamed VI à Rabat
- Un passage supérieur de rétablissement de la circulation au niveau du croisement de la Route Ezzerbia à Salé y compris passage pour futur Tramway
- Un viaduc sur oued Bouregreg de 190 m

## Article internes
- Rocade 1 de Rabat-Salé
- Liste des voies rapides du Maroc
- Liste des autoroutes du Maroc